# Артур Гиннес II
Артур Гиннесс (12 марта 1768 — 9 июня 1855) — ирландский пивовар, банкир, политик и предприниматель, работавший в Дублине, Ирландия. Чтобы избежать путаницы со своим отцом, также Артуром Гиннессом (1725—1803), его часто называют «вторым Артуром Гиннессом» или Артуром Гиннессом II или Артуром II Гиннессом.

## Происхождение
Артур Харт Гиннесс был вторым сыном Артура Гиннесса (1725—1803) и его жены Оливии Уитмор (1742—1814). Он родился 12 марта 1768 года в их доме в Бомонт-хаусе (ныне часть больницы Бомонт в Дублине). Он посещал Академию Уайта на Графтон-стрит в Дублине (ныне здесь находится Академия Бьюли). Артур начал работать на своего отца на пивоварне St James’s Gate с 1780-х годов.
После его женитьбы на Энн Ли в 1793 году аренда пивоварни была закреплена за их брачным соглашением, что является доказательством того, что он намеревался взять на себя управление пивоварней после смерти своего отца. В то время его младшие братья Бенджамин (ум. 1826) и Уильям (ум. 1842) также работали на пивоварне.
В 1782 году его отец также основал «Гибернианские мельницы» на берегу реки Камак в Килмейнеме, чтобы перемалывать муку для растущего населения города. Это произошло благодаря расширению ирландского экспорта и торговли, чему с 1779 года способствовала Ирландская патриотическая партия, которую поддерживала семья Гиннесс.

## Партнерство пивоварни
После смерти отца в январе 1803 года он и его братья Бенджамин (1777—1836) и Уильям Лунелл (1779—1842) создали торговое товарищество под названием «AB & WL Guinness & Co, пивовары и мукомольные предприятия». Он купил Бомонт-хаус у своего старшего брата преподобного Осии Гиннесса (1765—1841), который был настоятелем церкви Святой Вербурги в Дублине. В 1808 году они купили у Бултона и Уатта свою первую паровую машину для перекачки воды.
Продажи выросли с 360 936 галлонов в 1800 году до 2 133 504 галлонов к 1815 году. Затем последовал спад, когда продажи упали с 66 000 баррелей до 27 000 к 1820 году.
После перестройки в 1797—1799 годах пивоварня прекратила варить эль и сосредоточилась на портере. С 1820-х годов в Дублине для экспортной торговли в Великобританию были выведены улучшенные и крепкие сорта портера, известные как «Extra Superior Porter» или «Double Stout». В 1837 году молодой Бенджамин Дизраэли упомянул, что он: «… ужинал в „ Карлтоне … устрицами, Гиннессом и жареными костями“.
На заднем плане пивоварня Артура до 1830-х годов получала огромную выгоду от разницы между налогом на солод, взимаемым в Великобритании и Ирландии, что облегчало его более дорогой экспорт в Великобританию, и поэтому Артур стал более сторонником союза, как это было в 1830-х годах. в юности был сторонником формы самоуправления Грэттана.
В 1839 году Гиннесс помог своему племяннику Джону основать недолговечную пивоварню в Бристоле.
К моменту его смерти в 1855 году компания St James’s Gate производила и продавала 78 000 бочек в год, что эквивалентно 4 212 000 галлонов. Из них 42 000 бочек было экспортировано, в основном на британский рынок.

## Филантропия
В качестве попечителя или спонсора он поддержал:
- Сберегательный банк Мит-стрит;
- Католическая ассоциация 1823—1829;
- Общество улучшения положения бедных
- Гибернианское библейское общество
- Больница Мит
- Тюрьма Бетесда Локс, Дорсет-стрит, Артур и его жена работали в Управляющем комитете.

## Банковская карьера
Из-за сокращения вдвое продаж пивоварни в 1815—1820 годах до миллиона галлонов в год, во время постнаполеоновской депрессии товарищество полагалось на прибыль от своих мукомольных заводов. Мельницы сгорели в 1806 году, были перестроены и сданы в аренду с 1828 года и проданы в 1838 году.
Артур также заинтересовался банковским делом и был назначен членом «Суда директоров» Банка Ирландии между 1804 и 1847 годами, в конечном итоге став его управляющим в 1820—1822 годах. Штаб-квартира банка находилась в бывшей палате ирландского парламента. В 1825 году Артур безуспешно пытался снять запрет на избрание католиков директорами банка.
Он также был председателем Дублинской торговой палаты, избранной единогласно с 1826 по 1855 год, и был членом Общества галер Узеля, которое обеспечивало арбитраж в деловых спорах. Он был избран членом Дублинской корпорации; Гильдии Дублинских пивоваров; и Королевского Дублинского общества в 1802 году.
Несмотря на спад торговли Дублина, вызванный Актом об унии 1801 года, наполеоновскими войнами и послевоенной депрессией, переездом бывшей аристократии в Лондон и трудным и дефляционным валютным союзом 1818—1826 годов между старым ирландским фунтом и фунта стерлингов, «Гиннесс» упорно продолжал заниматься банковским делом. Благодаря своим связям он стал одним из жителей Дублина, выбранных для приветствия Георга IV во время его визита в город в 1821 году.

## Браки

Герб семьи Гиннесс

7 мая 1793 года в церкви Святой Марии в Дублине Артур Харт Гиннесс женился на Энн Ли (1774—1817), которая была дочерью дублинского строителя и кирпичника Бенджамина Ли и его жены Сюзанны Смит. У них было девять детей:
- Преподобный Уильям Смайт Гиннесс (13 июня 1795 — 21 мая 1864), священнослужитель
- Артур Ли Гиннесс (1797—1863), коллекционер произведений искусства и пивовар до 1839 года.
- Сэр Бенджамин Ли Гиннесс, 1-й баронет (1 ноября 1798 — 19 марта 1868), пивовар и член парламента.
- Сюзанна Гиннесс (1804—1836), вышла замуж за преподобного Джона Дарли
- Мэри Джейн Гиннесс (1808—1870)
- Луиза Гиннесс (1810—1856)
- Энн Гиннесс (1812—1855)
- Элизабет Гиннесс (1813—1897), вышла замуж за преподобного Уильяма Джеймсона
- Ребекка Гиннесс (1814 — 22 ноября 1870), вышла замуж за сэра Эдмунда Уоллера (1797—1851).

В 1821 году Артур повторно женился на Мэри Баркер, но их брак был бездетным.
В 1804 году его брат Бенджамин Гиннесс (1777—1836) женился на Ребекке Ли (? — 1819), сестре Энн. Их дочь Сьюзен вышла замуж за старшего сына Артура, преподобного Уильяма Смайта Гиннесса, в 1826 году.
В 1814 году Артур присоединился к своему брату Осии в подаче заявки на получение гранта на использование герба гэльского клана Магеннис из графства Даун, поскольку их отец использовал его с 1761 года.

## Преемственность бизнеса
Конец 1830-х годов был временем переходного периода. Семейная мельница в Килмейнеме была продана в 1838 году после принятия Закона о хлебе (Ирландия). Партнёрские отношения с его братьями закончились к 1840 году. Его старший сын был священнослужителем; а его второй сын, третий Артур Гиннесс, ушёл в отставку в 1839 году из-за скандала с Дайоном Бусико, который работал клерком на пивоварне.
После этого его третий сын Бенджамин управлял пивоварней с 1839 года вместе с семьей Персер, а Артур, которому к тому моменту было 70 лет, участвовал только в принятии более крупных решений. После смерти Артура в 1855 году Бенджамин стал единоличным владельцем бизнеса. В свою очередь, его третий сын Эдвард с 1876 года станет единственным владельцем.

## Политические взгляды
Артур Гиннесс поддерживал католическую эмансипацию, по крайней мере, с 1790-х годов, но не Общество объединённых ирландцев. На подходе к восстанию 1798 года он выразил сожаление как по поводу насилия со стороны властей, так и со стороны повстанцев, и предположил, что решением будет католическая эмансипация с всеобщим избирательным правом. В речи 1797 года в Дублине он сожалел:
« …решительные меры, принятые в настоящее время для подавления и предотвращения волнений и беспорядков», и он предположил: « Что, скорее всего, приведет к этой наиболее желательной цели, — это полное устранение остающихся барьеров между нами и нашими римско-католическими братьями» и конституционная реформа представительства народа в парламенте".
Католический совет Дублина в 1813 году отметил, что он и его братья: «…имеют право на доверие, признательность и благодарность католиков Ирландии». В 1819 году он упоминается в группе сторонников, посещающих Генри Граттана.
Он был избран в Дублинскую корпорацию в результате его выбора в качестве одного из четырёх членов, посланных Дублинской гильдией пивоваров в соответствии со старой выборной системой, которая была реформирована Законом о муниципальных корпорациях (Ирландия) 1840 года. Он не хотел баллотироваться на выборах в Палату общин, объяснив своему сыну Бенджамину, что:
« …Долг заседателя в парламенте такого большого города, и особенно такого города, как Дублин, где так явно изобилуют партийные и сектантские раздоры, и особенно если его занимает человек, занимающийся нашей сферой деятельности, сопряжен с трудностями и опасность».
В 1829 году он помог собрать 30 000 фунтов стерлингов для Дэниела О’Коннелла во время эмансипации католиков, когда он занял свое место в Палате общин. В мае 1831 года он выступил на митинге, выступающем за то, что впоследствии стало Законом о реформе 1832 года, и сказал:
« Во всем мире происходили великие перемены. Люди пробуждались. Разум и интеллект шли своим величественным путем, и повсюду начинал утверждаться хороший принцип, согласно которому правительства создавались на благо людей…».
Его ранняя поддержка Даниела О’Коннелла изменилась во время выборов 1837 года, когда Артур проголосовал за консерваторов (тогда это был публичный акт), и с этого момента он выступал против предложений О’Коннелла об отмене Акта о Союзе. В своей победной речи 1837 года О’Коннелл пренебрежительно заметил:
«Я думал, что у них был лучший дух; но, во всяком случае, теперь они вспоминают свое поведение без утешения от того, что они причинили какой-либо реальный вред. С презрительной жалостью я отмахиваюсь от Гиннессов».
Затем Даниел О’Коннелл с сожалением написал в своем журнале «Пилот» редакционную статью, что Артур:
« …никогда не совершал кроме этой одной ошибки… который известен как… друг гражданской и религиозной свободы и враг… коррупции и доминирования оранжевых».
Это сопротивление было усилено тем, что сыну О’Коннелла Даниелу-младшему с 1831 года было поручено управлять соседней пивоварней в Фениксе, несмотря на отсутствие у него опыта, которая потерпела неудачу в течение нескольких лет. Но с конца 1830-х годов О’Коннеллы потеряли всякий интерес к пивоварению, когда отец Мэтью начал свой крестовый поход за воздержание. К 1839 году Даниел О’Коннелл в частном письме описывал Артура как «жалкого старого отступника».
Во время Великого голода 1840-х годов Артур Гиннесс призвал своего сына Бенджамина сделать пожертвование в пользу голодающих, добавив:
« …мой кошелек открыт для звонка». Сколько было пожертвовано, неизвестно.
Это отличалось от Даниела О’Коннелла, который выражал сочувствие, но мало что сделал для бедных. Союзников О’Коннелла, либералов, возглавлял сэр Джон Рассел, чья политика невмешательства усугубила последствия голода в 1846—1849 годах, отказываясь отправлять достаточное количество предметов первой необходимости. Напротив, второе консервативное министерство Роберта Пиля 1841—1846 годов, по крайней мере, организовало поставки еды в конце 1845 года.

## Выход на пенсию и смерть
Добившись огромного роста экспорта, Артур Гиннесс в 1840-х годах удалился в Торки, время от времени посещая Дублин. Он умер в Бомонте в 1855 году в возрасте 87 лет и был похоронен на кладбище Маунт-Джером. На его похоронной процессии присутствовали «немые с жезлами и траурными значками» . Его чистое имущество по завещанию было оценено в 180 000 фунтов стерлингов.